# 安杰伊·弗龙斯基
安杰伊·弗龙斯基（波蘭語：Andrzej Wroński，1965年10月8日—），波兰男子摔跤运动员。他曾代表波兰参加1988年、1992年、1996年和2000年夏季奥林匹克运动会摔跤比赛，获得二枚金牌。